# 개를 키워봐서 알아요
개를 키워봐서 알아요(Shhhhh,)는 한국에서 제작된 이우정 감독의 2009년 드라마 영화이다. 최희진 등이 주연으로 출연하였다.

## 출연

### 주연
- 최희진
- 이새별